# 三留野石
三留野石（みどのいし）は、長野県木曽郡南木曽町において産出される石材（御影石）。

## 歴史
長野県木曽郡南木曽町読書三留野において産出される黒雲母花崗岩である。地質学的には蛭川御影と同様に苗木・上松花崗岩にあたる。昭和初期に名古屋市内で建築用石材として普及した。

## 用いられている建築物

### 愛知県

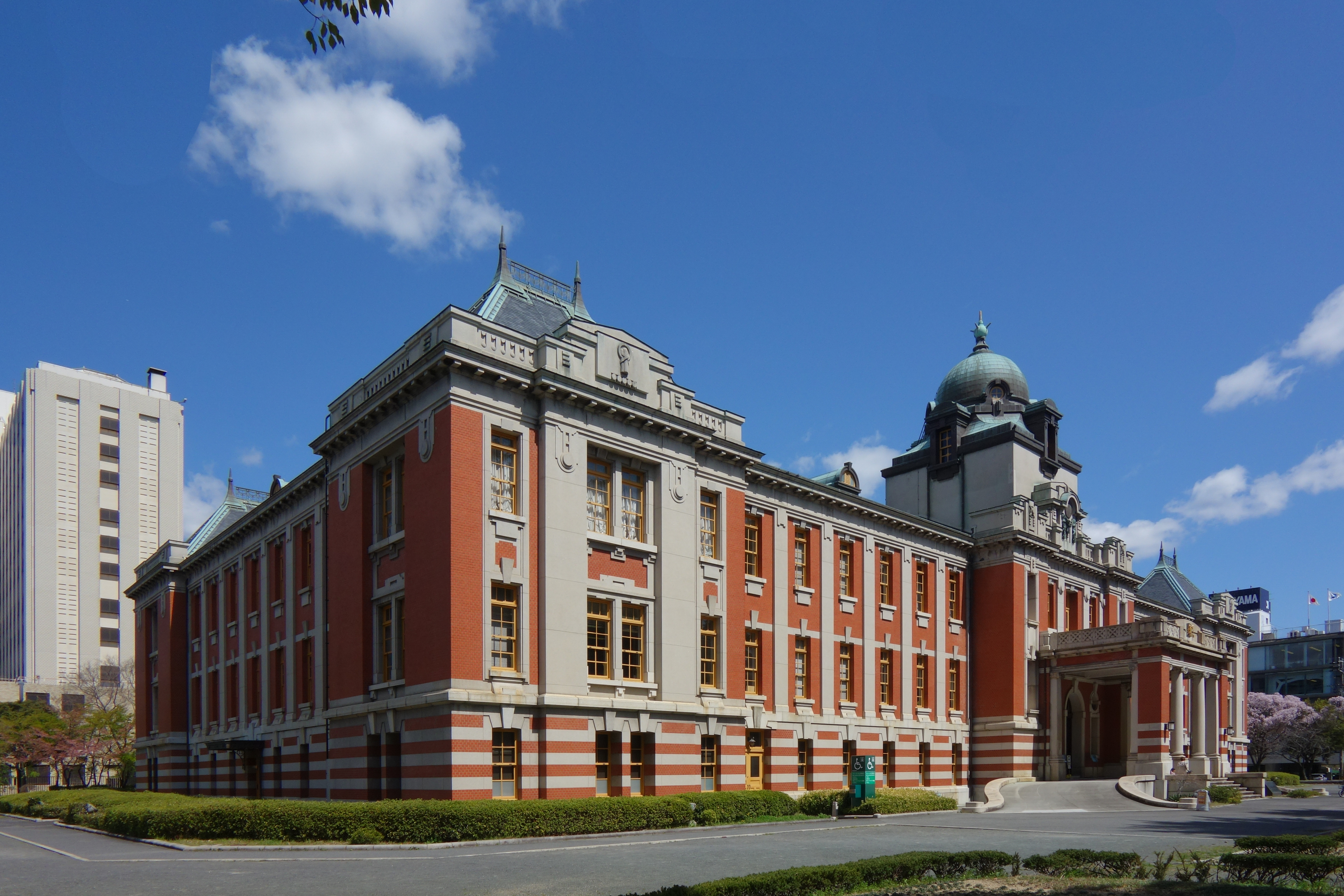
名古屋市市政資料館

- 名古屋市市政資料館（旧名古屋控訴院地方裁判所区裁判所庁舎）[2] - 1922年（大正11年）竣工。外壁には煉瓦とともに用いられており、また玄関柱にも用いられている。重要文化財。愛知県名古屋市。
- 旧豊田紡織本社（トヨタグループ館）[2] - 1925年（大正14年）竣工。愛知県名古屋市の産業技術記念館内。
- 名古屋市公会堂[2] - 1930年（昭和5年）竣工。登録有形文化財。愛知県名古屋市。
- 旧加藤商会ビル[2] - 1931年（昭和6年）竣工。登録有形文化財。愛知県名古屋市。
- 名古屋陶磁器会館[2] - 1932年（昭和7年）竣工。名古屋市都市景観重要建築物等、登録有形文化財。愛知県名古屋市。

### 岐阜県
- 旧岐阜県庁舎[2] - 1924年（大正13年）竣工。岐阜県岐阜市。

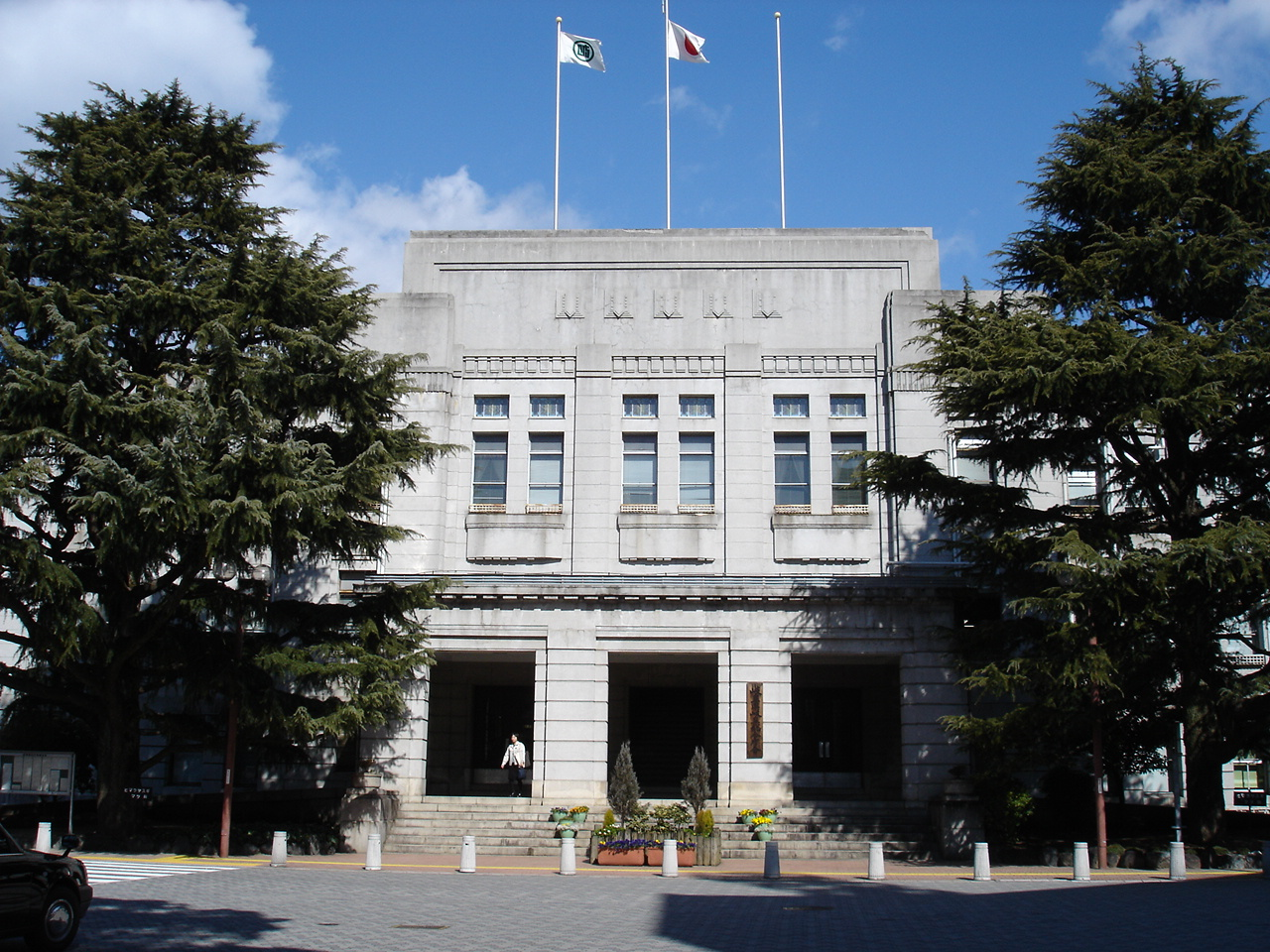
旧岐阜県庁舎
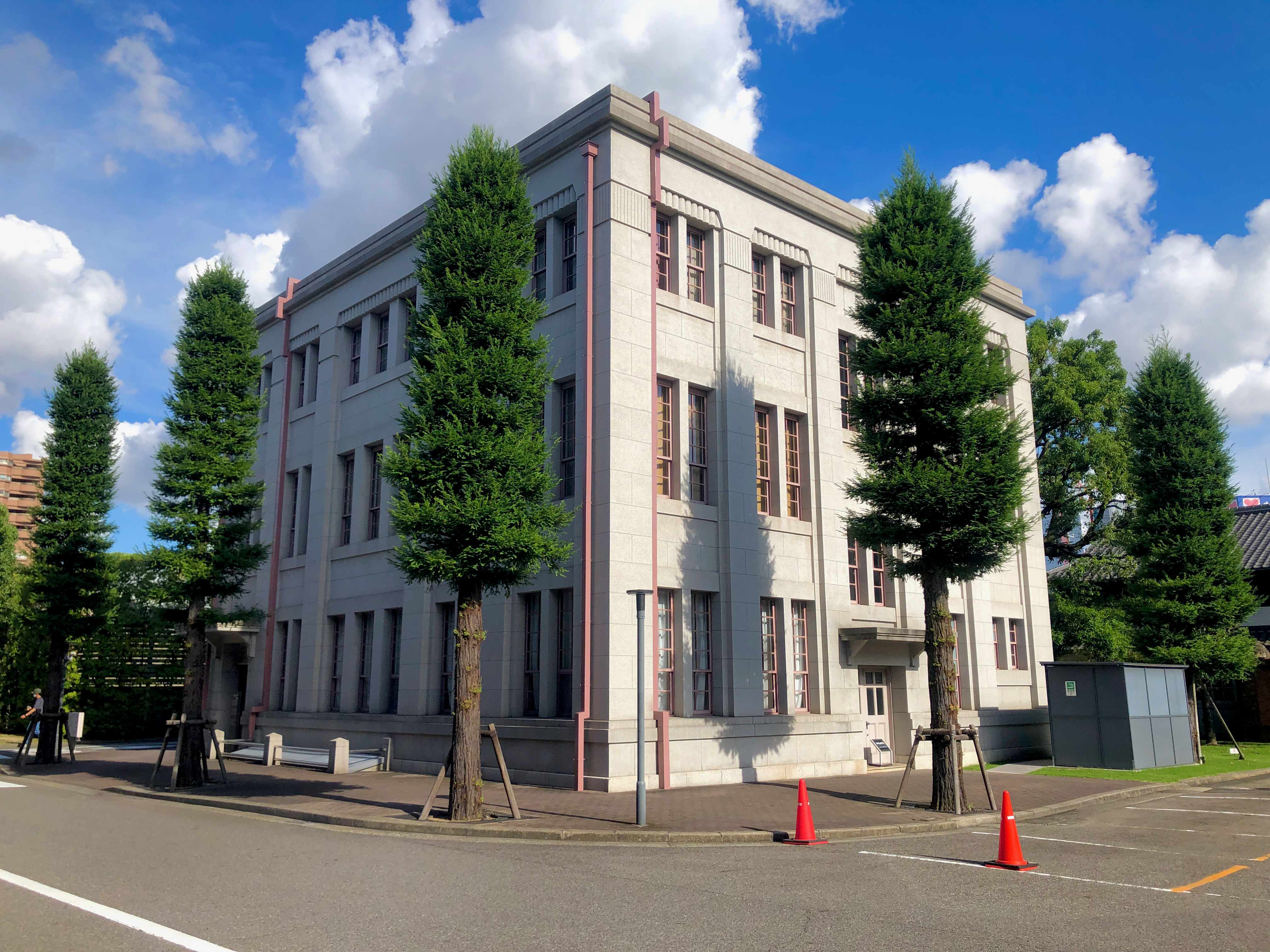
旧豊田紡織本社（トヨタグループ館）
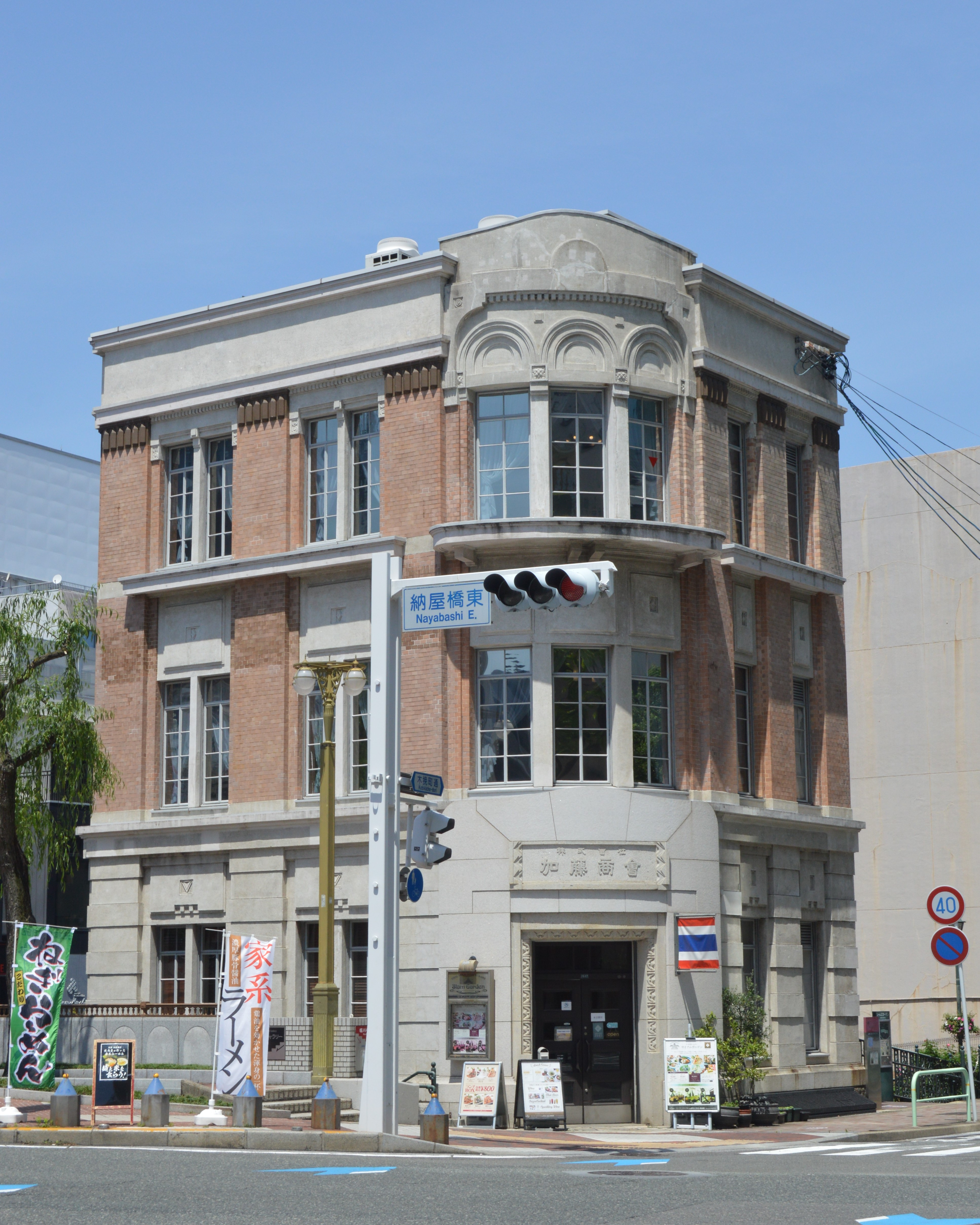
旧加藤商会ビル
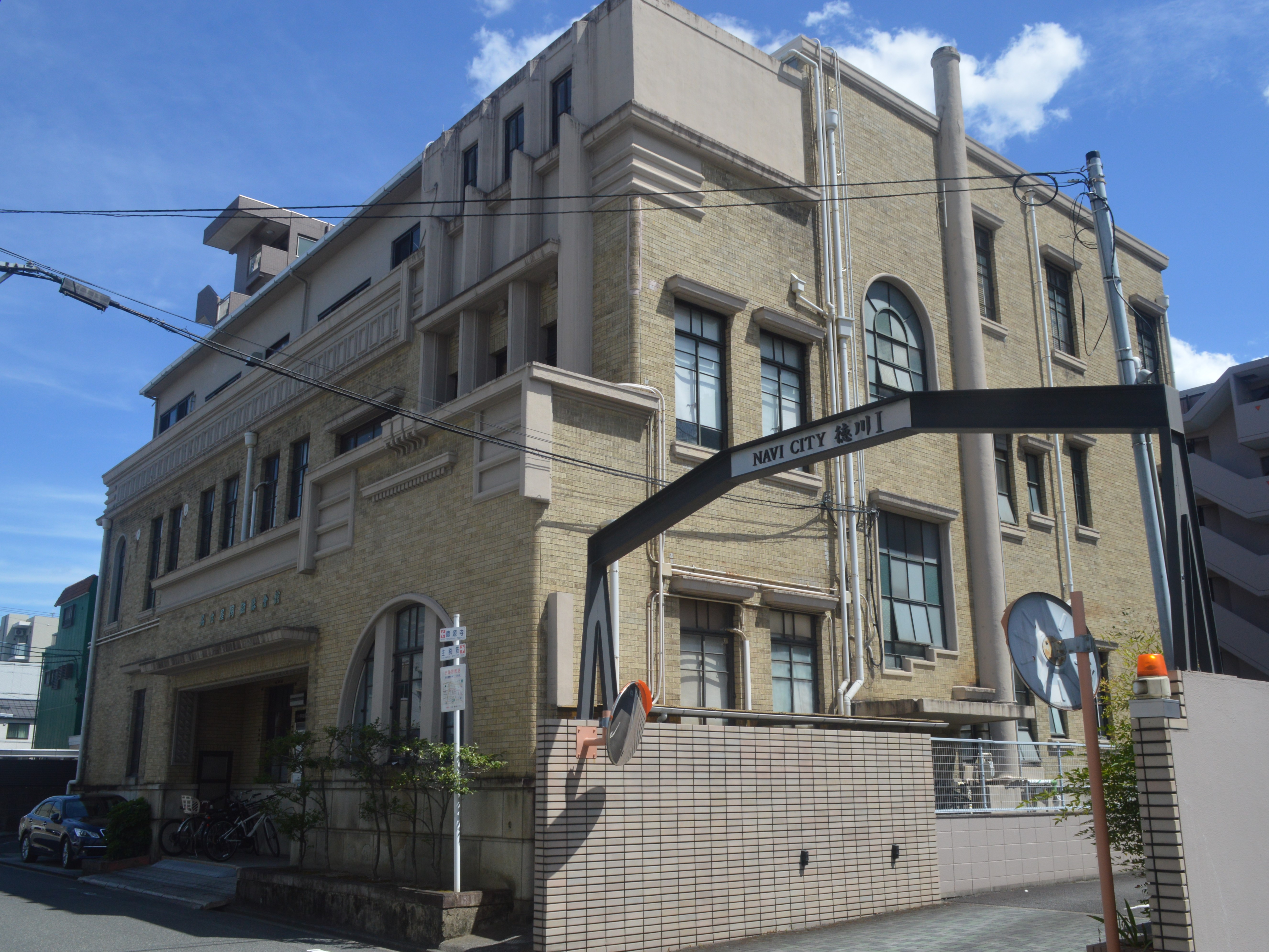
名古屋陶磁器会館